# Роквіль (Міннесота)
Роквіль (англ. Rockville) — місто (англ. city) в США, в окрузі Стернс штату Міннесота. Населення — 2382 особи (2020).

## Географія
Роквіль розташований за координатами 45°27′58″ пн. ш. 94°19′8″ зх. д. / 45.46611° пн. ш. 94.31889° зх. д. (45.466076, -94.318909).  За даними Бюро перепису населення США в 2010 році місто мало площу 78,15 км², з яких 73,61 км² — суходіл та 4,54 км² — водойми.

## Демографія
Згідно з переписом 2010 року, у місті мешкало 2448 осіб у 880 домогосподарствах у складі 703 родин. Густота населення становила 31 особа/км².  Було 1041 помешкання (13/км²).
Расовий склад населення:
| - 91,9 % — білих - 0,5 % — вихідців з тихоокеанських островів - 0,3 % — чорних або афроамериканців - 0,2 % — корінних американців - 0,2 % — азіатів - 6,1 % — осіб інших рас |

До двох чи більше рас належало 0,8 %. Частка іспаномовних становила 9,3 % від усіх жителів.
За віковим діапазоном населення розподілялося таким чином: 25,8 % — особи молодші 18 років, 62,8 % — особи у віці 18—64 років, 11,4 % — особи у віці 65 років та старші. Медіана віку мешканця становила 40,5 року. На 100 осіб жіночої статі у місті припадало 107,8 чоловіків;  на 100 жінок у віці від 18 років та старших — 109,9 чоловіків також старших 18 років.
Середній дохід на одне домашнє господарство  становив 86 661 долар США (медіана — 70 594), а середній дохід на одну сім'ю — 95 593 долари (медіана — 82 237). Медіана доходів становила 46 184 долари для чоловіків та 38 167 доларів для жінок. За межею бідності перебувало 10,1 % осіб, у тому числі 18,5 % дітей у віці до 18 років та 4,8 % осіб у віці 65 років та старших.
Цивільне працевлаштоване населення становило 1467 осіб. Основні галузі зайнятості: виробництво — 21,9 %, освіта, охорона здоров'я та соціальна допомога — 17,4 %, науковці, спеціалісти, менеджери — 10,4 %, будівництво — 10,3 %.